# Upper Tean
Upper Tean es una localidad situada en el condado de Staffordshire, en Inglaterra (Reino Unido). Tiene una población estimada, a mediados de 2019, de 3453 habitantes.
Está ubicada al noreste de la región Midlands del Oeste, cerca de la frontera con las regiones de Noroeste de Inglaterra y Midlands del Este y a poca distancia al norte de Birmingham.